# Consolato (diplomazia)

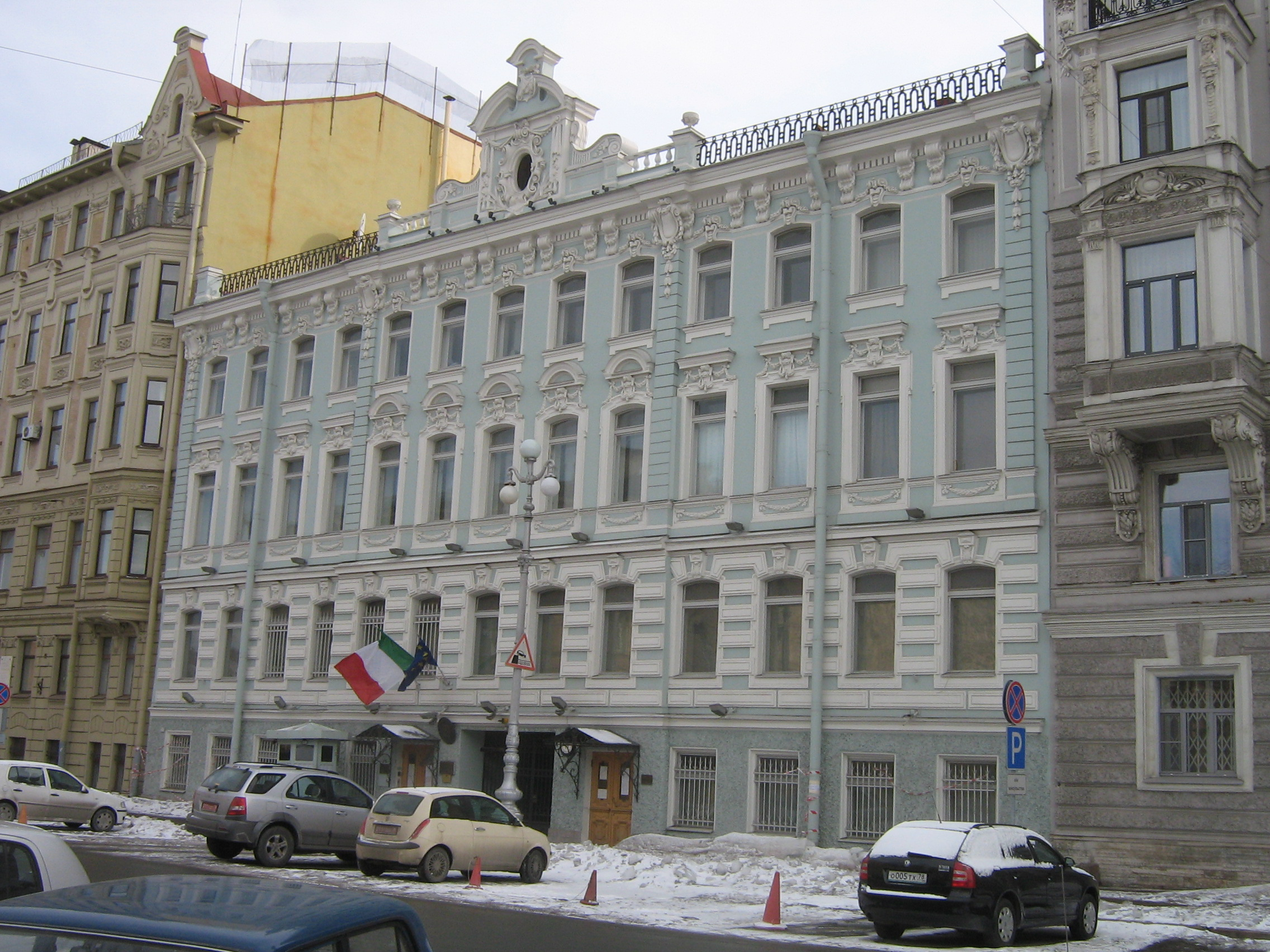
Il consolato generale d'Italia a San Pietroburgo, in Russia.

Il consolato o ufficio consolare è la residenza e la sede degli uffici dove si svolge l'attività dei consoli, che sono organi dello Stato preposti ad attività di carattere prevalentemente amministrativo in uno Stato estero. Le attività consolari sono disciplinate da norme contenute nei trattati consolari e da consuetudini codificate nella Convenzione di Vienna sulle relazioni consolari siglata nel 1963. Gli uffici consolari si suddividono in consolati generali, consolati, viceconsolati e agenzie consolari. Il consolato generale è il più importante e le sue competenze sono molteplici sia nel campo del diritto nazionale sia in quello del diritto internazionale. Il consolato onorario espleta invece esclusivamente funzioni burocratiche e della assistenza.
Il consolato italiano in un paese straniero assomma le competenze che vari organi della pubblica amministrazione esercitano in Italia.

## Classi
- Consolato generale
- Consolato generale di 1ª classe
- Consolato di 1ª classe
- Consolato
- Vice consolato
- Agenzia consolare
- Consolato onorario
- Vice consolato onorario
- Agenzia consolare onoraria

## Consolato generale

### Compiti e servizi
A tutti i connazionali, il consolato assicura la tutela in caso di violazione dei loro diritti o in caso di limitazione o privazione della libertà personale. Inoltre, nei casi di emergenza, assicura l'assistenza per la ricerca di familiari, per le pratiche di successione aperte all'estero e per i rimpatri.
Fra i servizi erogati ai residenti nella circoscrizione consolare, i quali per legge debbono essere iscritti all'anagrafe consolare, il consolato cura in particolare:
- formazione, trascrizione e rilascio degli atti di stato civile
- pubblicazioni e celebrazione di matrimoni
- rilascio e rinnovo di passaporti;
- rilascio di visti d'ingresso
- rilascio di legalizzazione dei documenti stranieri dello Stato in cui il Consolato è situato.
- rilascio e rinnovo di carte d'identità[2]
- atti riguardanti la cittadinanza
- atti riguardanti la leva militare
- atti notarili, testamenti, autenticazioni di firma, traduzioni, legalizzazioni e certificazioni doganali connesse al rimpatrio
- atti riguardanti il servizio elettorale
- pratiche di pensione
- assistenza sociale, sussidi in denaro, assistenza farmaceutica e sanitaria per i connazionali in stato di necessità.
- Per gli iscritti all'AIRE, il rinnovo della patente nei paesi extra-UE presso una rappresentanza diplomatica o consolare, non è riconosciuto dallo stato italiano una volta rientrati in possesso della residenza Italiana.

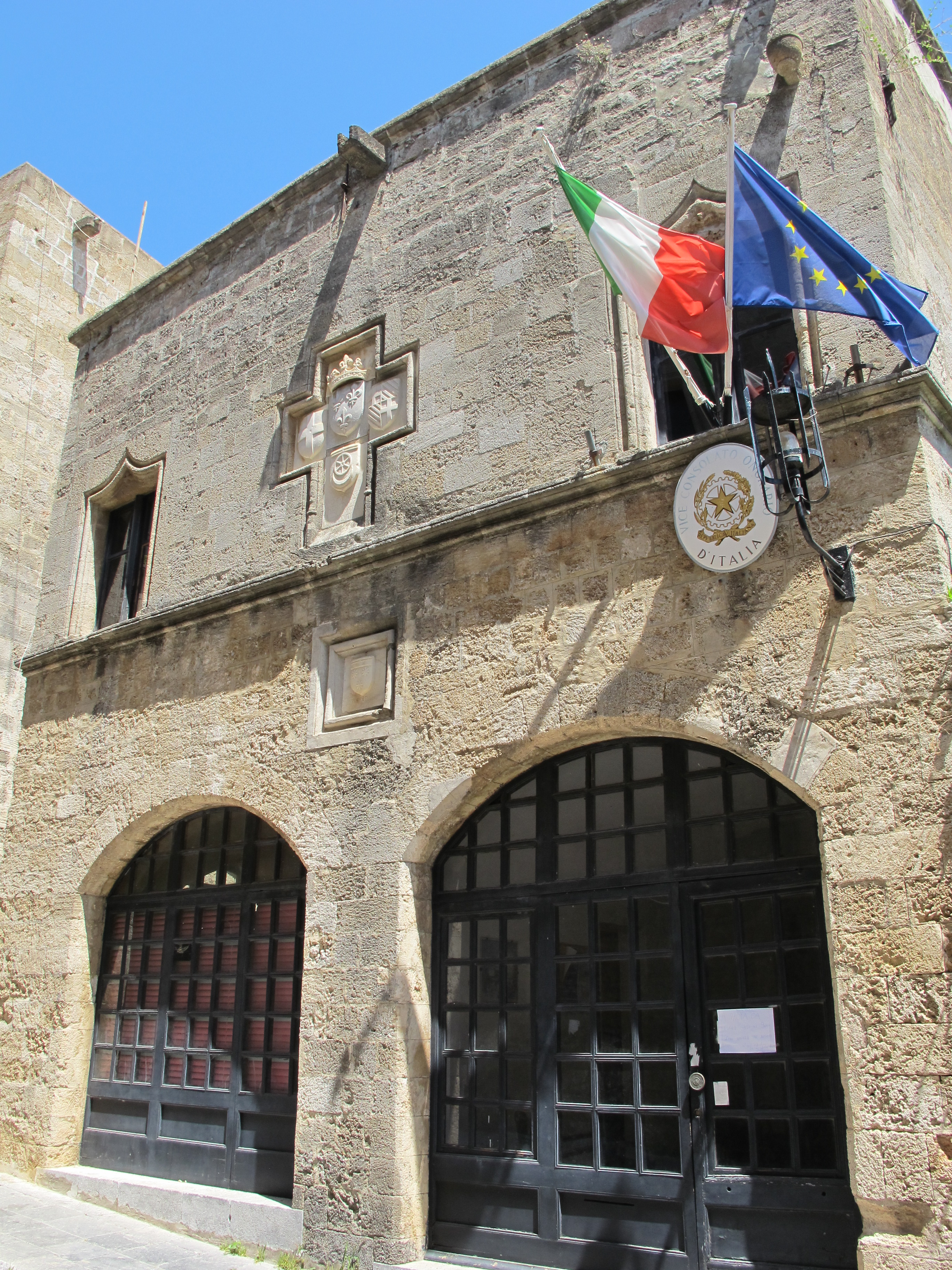
Il consolato onorario d'Italia a Rodi.

## Consolato onorario
Il consolato onorario è un ufficio di rappresentanza retto dal console onorario (o eletto), normalmente un cittadino dello Stato ospitante, non di carriera, che agisce su richiesta dello stato inviante dopo autorizzazione dello Stato ricevente detta exequatur.
Svolge funzioni burocratiche non di diritto internazionale, in stretto collegamento con l'ambasciata.
Nel caso in cui uno Stato non abbia presso un altro Stato una rappresentanza diplomatica (ambasciata) il consolato onorario può eccezionalmente svolgere alcune delle funzioni della stessa. L'esistenza dei consolati onorari è organizzata dalle norme contenute nella "Convenzione di Vienna sulle relazioni consolari" del 24 aprile 1963.
Il console onorario gode di alcune immunità, simili alle immunità diplomatiche ma meno estese, dette immunità consolari (funzionali e degli archivi).